# Château de Weilburg (Baden)
Le château de Weilburg, ou simplement le Weilburg, était un château à Baden en Basse-Autriche, dont il ne reste plus qu'une grande pierre qui sert de monument.

## Histoire

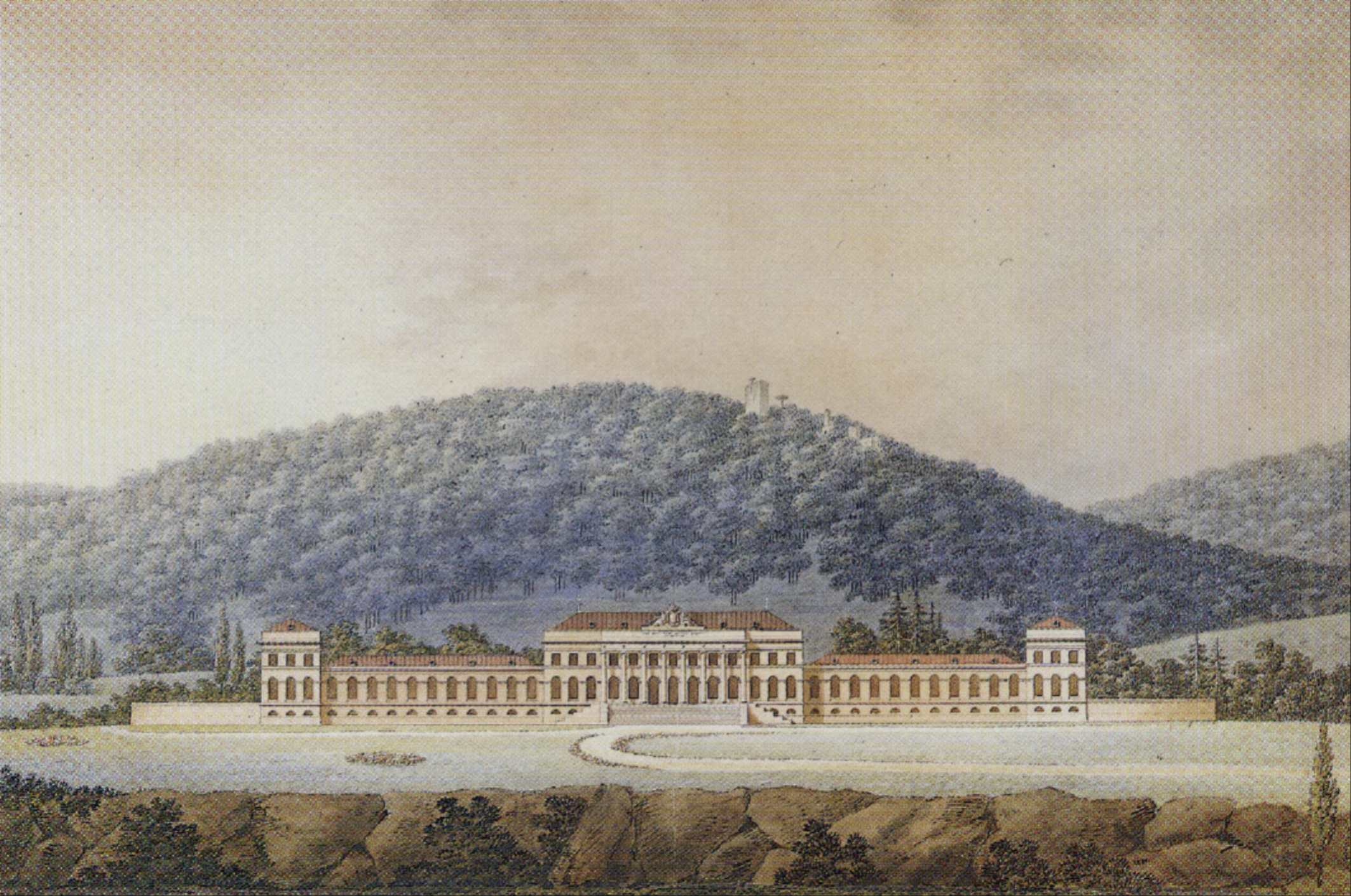
Le château de Weilburg en 1820

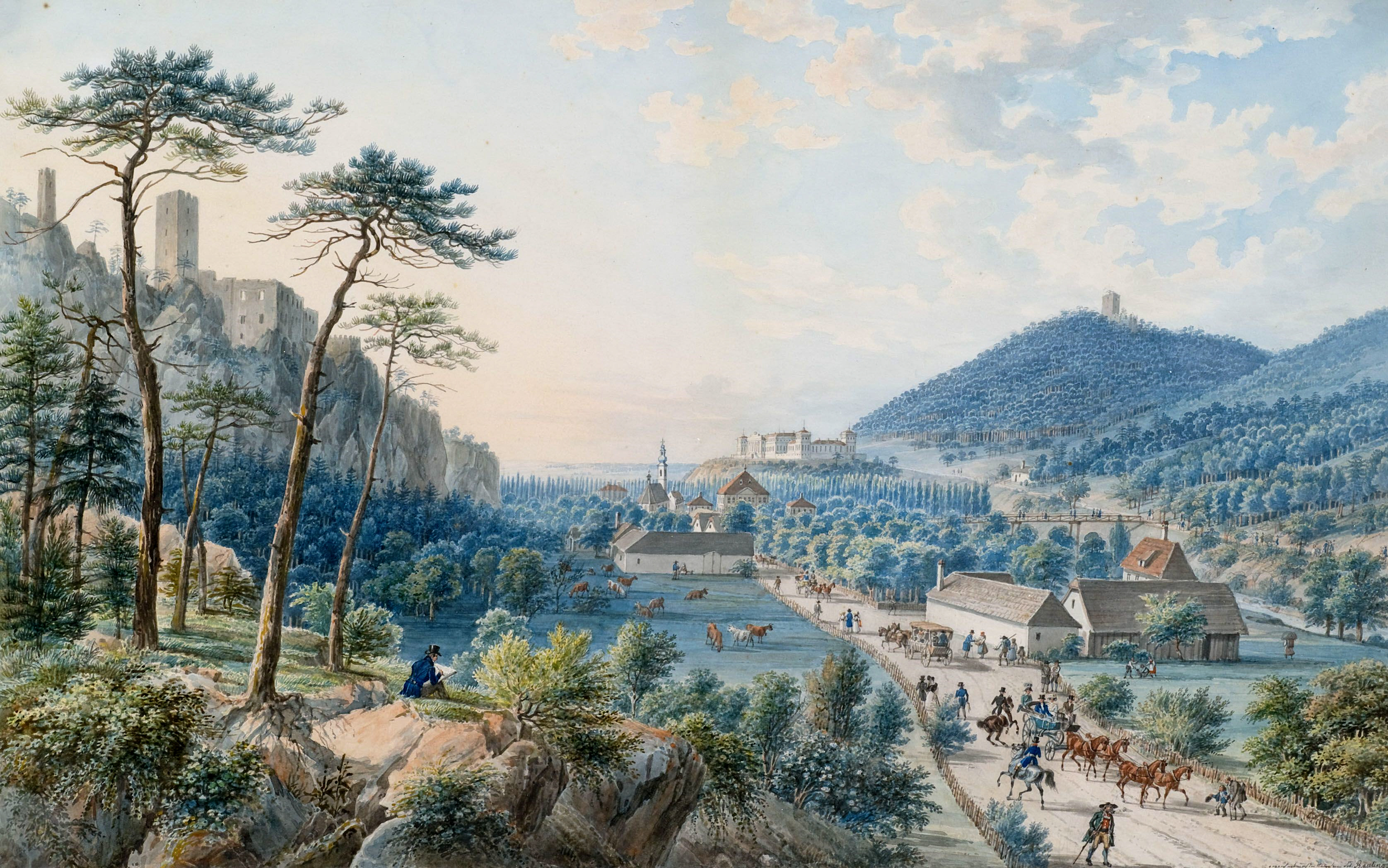
Johann Raulino, Paysage avec les châteaux de Rauhenstein à gauche, Weilburg en fond, Rauheneck tout au fond

Le 17 septembre 1815, Charles-Louis d'Autriche-Teschen, fils de l'empereur Léopold II du Saint-Empire, âgé de 44 ans, épouse Henriette de Nassau-Weilbourg, âgée de 18 ans. Peu après, il décide de bâtir un château comme résidence d'été et de le lui offrir.
Le site choisi, au pied du château de Rauheneck, en face de celui de Rauhenstein, à l'entrée de Helenental (de), appartient à la famille Doblhoff (de) qui vend le terrain à l'archiduc. En 1821, il obtient le droit d'utiliser les ruines de Rauhenstein et d'étendre le château pour des bâtiments destinés aux serviteurs du château.
Le 13 septembre 1820, la première pierre est posée. Le 24 décembre 1821, Charles-Louis fait son cadeau à Henriette. Ils emménagent dans l'œuvre de Joseph Kornhäusel le 4 juin 1823.
Le château avec une façade de 201 mètres est l'un des plus importants bâtiments classiques en Autriche.
Henriette de Nassau-Weilburg meurt dans la nuit du 29 au 30 décembre 1829 à Vienne. Dans son testament, elle lègue Weilburg à son fils aîné Albert, mineur. La gestion est confiée à son père jusqu'à sa mort en 1847.
Albert de Teschen y passe tous ses étés et agrandit le domaine en rachetant des terres à la famille Doblhoff, comprenant le château de Rauheneck. Sa femme construit un pavillon, le "Hildegardruhe".
En 1856, Albert de Teschen décide d'élever à l'ouest du parc sur les plans d'Anton Heft une chapelle qui est consacrée le 31 juillet 1858.
Le château de Weilburg est un site apprécié des peintres comme Jakob Alt, Thomas Ender, Eduard Gurk (de) ou Balthasar Wigand.
Albert de Teschen meurt le 18 février 1895 et, sans descendant, lègue par testament le château à son neveu Frédéric de Teschen, le fils aîné de son frère Charles-Ferdinand d'Autriche-Teschen.
Après la mort de François-Joseph Ier d'Autriche en novembre 1916, son successeur Charles Ier d'Autriche déménage l'état-major de Teschen à Weilburg afin de faciliter le commandement.
Le 14 avril 1919, Frédéric de Teschen et sa famille quittent Weilburg pour s'installer en Suisse. Après la fin de la République des conseils de Hongrie et la restauration de la monarchie par Miklós Horthy, Frédéric fait de Mosonmagyaróvár sa résidence principale et l'inventaire du château de Weilburg. Ce château est abandonné pendant plusieurs années.

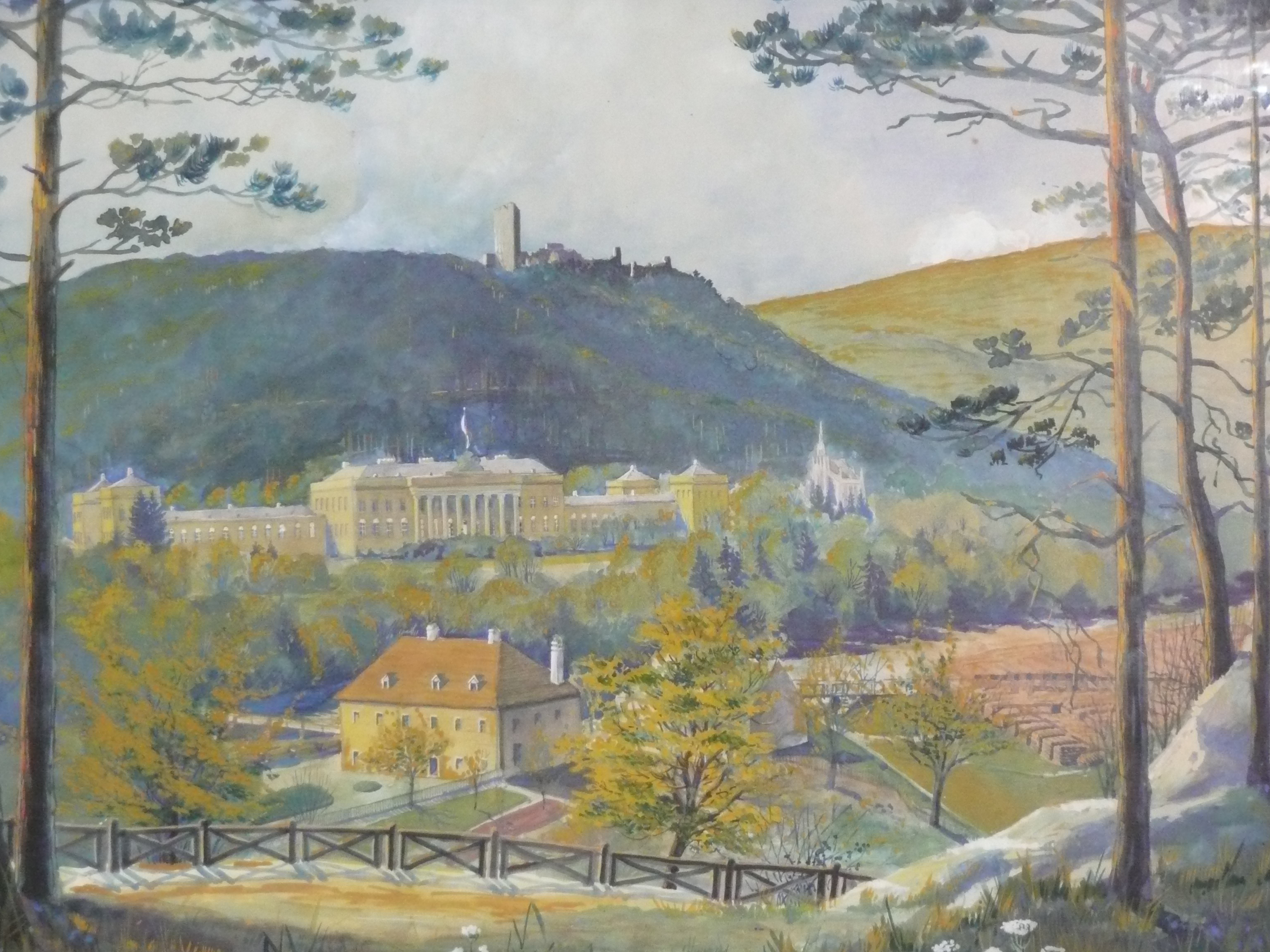
Schemel, Le château de Weilburg, 1933

En 1928, la municipalité de Vienne veut acquérir le château pour en faire un foyer pour des enfants malades. Mais Frédéric de Teschen conserve la propriété.
En 1930, le château accueille l'exposition pour les 450 ans de Baden, le conseil municipal négocie un motif d'achat. En 1934, on monte l'idée d'installer un casino, mais le projet est abandonné car il est trop loin de la ville.
L'archiduc Frédéric meurt le 30 décembre 1936, en laissant huit filles et un fils, Albert à qui revient ce château. Il est un prétendant au trône de Hongrie avec le soutien de sa mère, Isabelle de Croÿ. Durant la Seconde Guerre mondiale, il vit à Budapest puis fuit en Argentine avant l'arrivée des troupes soviétiques. Il meurt à Buenos Aires en 1955.
Le château de Weilburg est classé le 31 janvier 1940 en tant que monument historique.

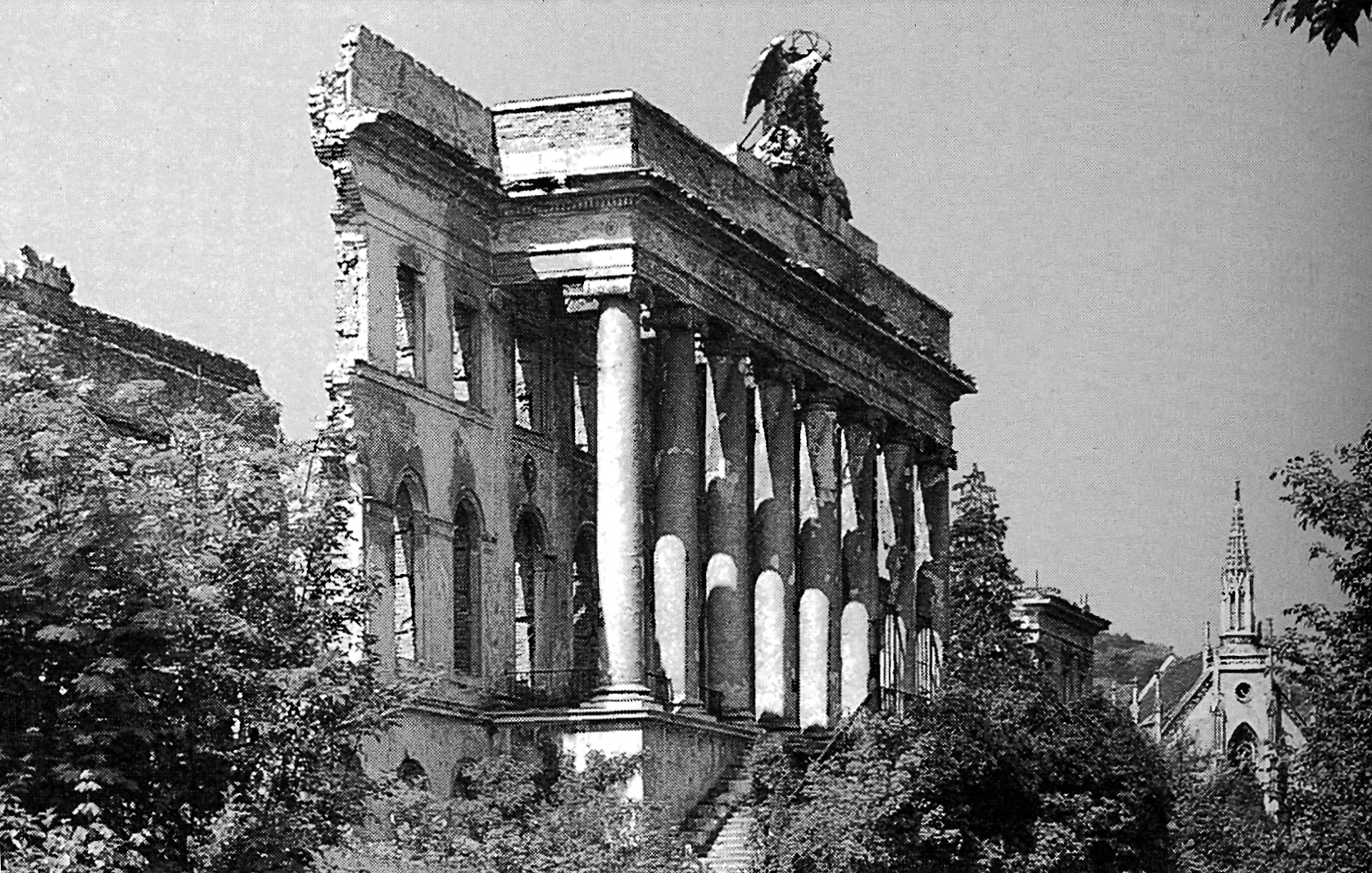
Ruines du château de Weilburg en 1964

Le 1er avril 1940, le Panzergrenadier division Brandenburg s'y installe, puis une unité d'infanterie de montagne. Le 12 décembre 1944, les soldats quittent Weilburg. Le 2 avril 1945, un incendie détruit une grande partie du château et toutes les décorations. L'avance des Soviétiques ne permet pas de l'éteindre. Cet incendie pourrait être volontaire afin de faire disparaître des équipements militaires de grande valeur et documents importants qui y étaient sans doute conservés.
Durant l'Occupation de l'Autriche après la Seconde Guerre mondiale, les Soviétiques occupent les écuries, épargnées par l'incendie, et se servent de la chapelle comme d'un grenier à foin. Les murs encore debout demeurent en ruine.
La succession d'Albert de Teschen est compliquée et prend fin en 1967 par la remise du château et d'autres biens à Paul Waldbott von Bassenheim (de). Les avocats de ce nouveau propriétaire demandent la déclassification comme monument historique afin de le vendre à un moindre prix. Ils y parviennent après un long traitement : en première et deuxième instance, le Bundesdenkmalamt (de) et le ministère choisissent de maintenir la préservation d'une partie du château, en troisième et dernière instance, le tribunal administratif définit dans un raisonnement complexe une différenciation entre un bâtiment protégé et des ruines et accorde la déclassification.

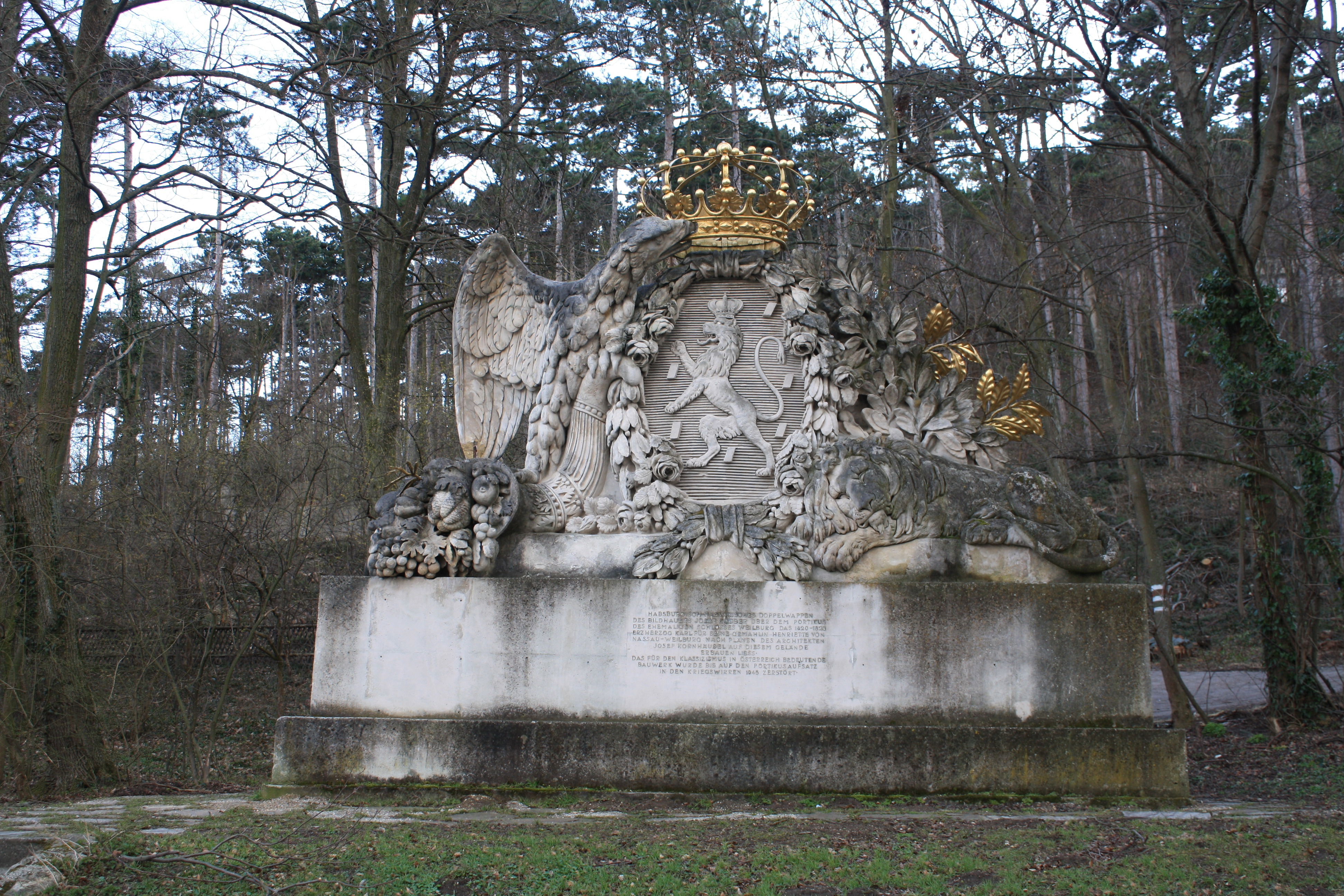
La pierre des armes

Le 19 août 1964, les ruines sont dynamitées. La pierre qui représentait les armes de noblesse est alors très endommagée et doit être reconstruite. La pierre des armes, surnommée la "pierre tombale de Weilburg", montre un lion dressé, symbole de la famille Nassau-Weilbourg, encadré par un aigle et un lion au repos, les armes des Habsbourg-Lorraine. Elle est l'œuvre de Josef Klieber (de) et était l'attique du château.
La municipalité achète le château de Weilburg, c'est-à-dire la forêt de Rauhenecker, le parc qui était par endroits ouvert au public dès 1933. Certaines parcelles sont ouvertes à la construction de lotissements en 1964.

## Source, notes et références
- (de) Cet article est partiellement ou en totalité issu de l’article de Wikipédia en allemand intitulé « Schloss Weilburg (Baden) » (voir la liste des auteurs).